# Buchenavia grandis
Buchenavia grandis là một loài thực vật có hoa trong họ Trâm bầu. Loài này được Ducke mô tả khoa học đầu tiên năm 1925.